# آندره‌آ بلوتی
آندره‌آ بلوتی (ایتالیایی: anˈdrɛːa beˈlɔtti ؛ زاده ۲۰ دسامبر ۱۹۹۳) بازیکن فوتبال اهل ایتالیا است که در پست مهاجم برای باشگاه فوتبال کومو در سری ایتالیا بازی می‌کند.
بلوتی دوران حرفه‌ای خود را با آلبینولفه آغاز کرد. او بعدا توسط پالرمو جذب شد و در فصل ۲٠۱۳-۲٠۱۴ قهرمان سری بی شد و سپس در سال ۲٠۱۵ به تورینو پیوست. بلوتی در سال ۲٠۲۲ به عنوان هشتمین گلزن برتر تاریخ باشگاه، این باشگاه را ترک کرد و با انتقالی آزاد به آ.اس. رم پیوست.
بلوتی که سابقه بازی در تیم های ملی زیر ۱۹، زیر ۲٠ و زیر ۲۱ سال ایتالیا را دارد، در سال ۲٠۱۵ در مسابقات قهرمانی زیر ۲۱ سال اروپا شرکت کرد. او اولین بازی خود را با تیم ملی بزرگسالان در سال ۲٠۱۶ انجام داد و در تیم ملی ایتالیا که قهرمان یورو ۲٠۲٠ شد، حضور داشت

## آمار ملی

### بازی‌های ملی
تا تاریخ ۷ ژوئن ۲۰۲۲
| ایتالیا | ایتالیا | ایتالیا | ایتالیا |
| سال     | بازی    | گل      | پاس گل  |
| ------- | ------- | ------- | ------- |
| ۲۰۱۶    | ۵       | ۳       | ۱       |
| ۲۰۱۷    | ۸       | ۱       | ۳       |
| ۲۰۱۸    | ۷       | ۱       | ۰       |
| ۲۰۱۹    | ۷       | ۴       | ۲       |
| ۲۰۲۰    | ۴       | ۱       | ۱       |
| ۲۰۲۱    | ۱۰      | ۲       | ۰       |
| ۲۰۲۲    | ۳       | ۰       | ۰       |
| مجموع   | ۴۴      | ۱۲      | ۷       |

### گل‌های ملی
| شماره | تاریخ          | میزبان   | بازی ملی | حریف        | نتیجه | رقابت                         |
| ----- | -------------- | -------- | -------- | ----------- | ----- | ----------------------------- |
| ۱     | ۹ اکتبر ۲۰۱۶   | اسکوپیه  | ۳        | مقدونیه     | ۳–۲   | مقدماتی جام جهانی ۲۰۱۸        |
| ۲     | ۱۲ نوامبر ۲۰۱۶ | فادوتس   | ۴        | لیختن‌اشتاین | ۴–۰   | مقدماتی جام جهانی ۲۰۱۸        |
| ۳     | ۱۲ نوامبر ۲۰۱۶ | فادوتس   | ۴        | لیختن‌اشتاین | ۴–۰   | مقدماتی جام جهانی ۲۰۱۸        |
| ۴     | ۱۱ ژوئن ۲۰۱۷   | اودینه   | ۹        | لیختن‌اشتاین | ۵–۰   | مقدماتی جام جهانی ۲۰۱۸        |
| ۵     | ۲۸ مه ۲۰۱۸     | سنت گالن | ۱۶       | عربستان     | ۲–۱   | دوستانه                       |
| ۶     | ۵ سپتامبر ۲۰۱۹ | ایروان   | ۲۳       | ارمنستان    | ۳–۱   | مقدماتی جام ملت‌های اروپا ۲۰۲۰ |
| ۷     | ۱۵ اکتبر ۲۰۱۹  | فادوتس   | ۲۶       | لیختن‌اشتاین | ۵–۰   | مقدماتی جام ملت‌های اروپا ۲۰۲۰ |
| ۸     | ۱۵ اکتبر ۲۰۱۹  | فادوتس   | ۲۶       | لیختن‌اشتاین | ۵–۰   | مقدماتی جام ملت‌های اروپا ۲۰۲۰ |
| ۹     | ۱۵ نوامبر ۲۰۱۹ | زنیتسا   | ۲۷       | بوسنی       | ۳–۰   | مقدماتی جام ملت‌های اروپا ۲۰۲۰ |
| ۱۰    | ۱۸ نوامبر ۲۰۲۰ | سارایوو  | ۳۱       | بوسنی       | ۲–۰   | لیگ ملت‌های اروپا ۲۱–۲۰۲۰      |
| ۱۱    | ۲۸ مارس ۲۰۲۱   | صوفیه    | ۳۲       | بلغارستان   | ۲–۰   | مقدماتی جام جهانی ۲۰۲۲        |
| ۱۲    | ۲۸ مه ۲۰۲۱     | کالیاری  | ۳۳       | سان مارینو  | ۷–۰   | دوستانه                       |